# Championnat du monde masculin de handball 1961
Navigation
Allemagne de l'Est 1958 Tchécoslovaquie 1964
Le Championnat du monde masculin de handball 1961 est la quatrième édition du championnat du monde masculin de handball qui a lieu du 1er au 12 mars 1961 en Allemagne de l'Ouest.
Parmi les douze équipes qualifiées, l'hôte présente une équipe unifiée composée à la fois de joueurs de l'Allemagne de l'Ouest et de l'Est mais l'URSS est absente, battue par la Roumanie lors des qualifications. Avant le début de la compétition, les pronostics étaient en faveur de la Suède, tenante du titre, les « outsiders» paraissant être la Tchécoslovaquie, l'Allemagne et, à un degré moindre, le Danemark. C'est pourtant la Roumanie, tout juste comme un « outsider » avant le début du tournoi, qui remporte son premier titre.
Les Allemands réalisent eux un résultat plutôt décevant, ne se classant que quatrième : après deux victoires lors du tour préliminaire, ils sont ensuite battus par la Roumanie 9 à 12 lors du tour principal et enfin par la Suède dans le match pour la médaille de bronze. À l'inverse, les Roumains, qui avaient été éliminés au tour préliminaire trois ans auparavant, pourtant outsider de la compétition et qui n'ont terminé que deuxièmes dans leur groupe du tour préliminaire du fait de leur défaite 8 à 12 face à la Tchécoslovaquie, remportent leurs trois matchs du tour principal face à l'Allemagne, au Danemark et à la Norvège et se qualifient pour la finale. Dans l'autre groupe, la Tchécoslovaquie est d'abord tenue en échec par l'Islande (15-15) mais s'impose ensuite face à la Suède et à la France. 
La finale est donc une revanche entre les deux états communistes de Tchécoslovaquie et de Roumanie. Disputée devant 12 000 spectateurs, celle-ci nécessite deux prolongations pour désigner le vainqueur : à égalité 7 à 7 à l'issue du temps réglementaire, aucun but n'est marqué lors de la première prolongation puis la Roumanie s'impose (2-1) lors de la seconde prolongation,,. La Suède, doit se contenter de la troisième place.

## Présentation

### Qualifications
Douze équipes participent à la compétition :
| Nombre | Moyen de qualification                    | Qualifié(s)                |
| ------ | ----------------------------------------- | -------------------------- |
| 1      | Organisateur                              | Équipe unifiée d'Allemagne |
| 1      | Champion du monde 1958                    | Suède                      |
| 3 2    | Qualifications sur critères géographiques | Brésil, Japon et Islande   |
| 7      | Tournois de qualification européens       | voir ci-dessous            |
| 1      | Repêchage                                 | Norvège                    |

Remarques :
- l'Allemagne présente une équipe unifiée composée à la fois de joueurs de l'Allemagne de l'Ouest et de l'Est ;
- le Brésil, le Japon et l'Islande sont qualifiés sur critères géographiques[5],[6]. Ceci tient notamment au fait qu'alors, encore peu de Fédérations sont affiliées à la Fédération internationale de handball (IHF) :
  - pour l'Afrique, la Tunisie (1956), l'Égypte (1957) et le Maroc (1960) sont bien affiliés à l'IHF mais ne participent toutefois pas à la compétition (peut-être pour raisons financières[réf. souhaitée]).
  - pour les Amériques, seuls l'Argentine (1954) et le Brésil (1954) sont affiliés à l'IHF, mais le premier match des Argentins en handball à 7 n'a lieu qu'en 1971[7]
  - pour l'Asie, en dehors du Japon qui a adhéré à l'IHF en 1952, la fédération sud-coréenne est bien affiliée à l'IHF en septembre 1960 mais ne joue son premier match international qu'en octobre 1961
  - concernant l'Islande, le choix est plus surprenant[8] malgré des motifs géographique et financier[5].
- mi-février 1961, le Brésil déclare forfait pour raisons financières[9]. La Norvège (6e du Championnat du monde 1958) est choisie en remplacement[9],[6], la Pologne (5e du Mondial 1958) n'ayant pas été en mesure de présenter une équipe dans un délai aussi court après le forfait du Brésil[6].
- Finalement, le Japon est donc la seule nation non européenne.

Les résultats des tournois de qualification européen sont :
| Groupe   | Qualifié        | Deuxième         | Troisième  |
| -------- | --------------- | ---------------- | ---------- |
| Nord     | Danemark        | Norvège          | Finlande   |
| Ouest    | Pays-Bas        | Belgique         | Luxembourg |
| Sud      | France          | Espagne          | Portugal   |
| Centre 1 | Suisse          | Autriche         | —          |
| Centre 2 | Yougoslavie     | Hongrie          | —          |
| Est 1    | Tchécoslovaquie | Pologne          | —          |
| Est 2    | Roumanie        | Union soviétique | —          |

### Lieux de compétition
La compétition se déroule en Allemagne de l'Ouest dans 16 villes :
- Bietigheim
- Dortmund
- Essen
- Fribourg-en-Brisgau
- Haßloch
- Homberg
- Karlsruhe
- Kiel
- Krefeld
- Münster
- Saint-Ingbert
- Stuttgart
- Ulm
- Berlin-Ouest
- Wiesbaden
- Wolfsburg

## Tour préliminaire
- Qualifié pour le groupe 1 du tour principal
- Qualifié pour le groupe 2 du tour principal
- Éliminé

### Groupe A
|   | Équipe      | Pts | J | G | N | P | Bp | Bc | Diff |
| - | ----------- | --- | - | - | - | - | -- | -- | ---- |
| 1 | Suède       | 4   | 3 | 2 | 0 | 0 | 29 | 23 | 6    |
| 2 | Norvège     | 2   | 3 | 1 | 0 | 1 | 29 | 32 | -3   |
| 3 | Yougoslavie | 0   | 3 | 0 | 0 | 2 | 29 | 32 | -3   |

| Suède - Norvège 15-11 Norvège - Yougoslavie 18-17 Suède - Yougoslavie 14-12 |

### Groupe B
|   | Équipe                     | Pts | J | G | N | P | Bp | Bc | Diff |
| - | -------------------------- | --- | - | - | - | - | -- | -- | ---- |
| 1 | Équipe unifiée d'Allemagne | 4   | 3 | 2 | 0 | 0 | 54 | 14 | 40   |
| 2 | France                     | 2   | 3 | 1 | 0 | 1 | 28 | 32 | -4   |
| 3 | Pays-Bas                   | 0   | 3 | 0 | 0 | 2 | 18 | 54 | -36  |

| Allemagne - Pays-Bas 33-7 France - Pays-Bas 21-11 Allemagne - France 21-7 |

### Groupe C
|   | Équipe          | Pts | J | G | N | P | Bp | Bc | Diff |
| - | --------------- | --- | - | - | - | - | -- | -- | ---- |
| 1 | Tchécoslovaquie | 4   | 2 | 2 | 0 | 0 | 50 | 18 | 32   |
| 2 | Roumanie        | 2   | 2 | 1 | 0 | 1 | 37 | 23 | 14   |
| 3 | Japon           | 0   | 2 | 0 | 0 | 2 | 21 | 67 | -46  |

| Tchécoslovaquie - Japon 38:10 Roumanie - Japon 29:11 Tchécoslovaquie - Roumanie 12: 8 |

### Groupe D
|   | Équipe   | Pts | J | G | N | P | Bp | Bc | Diff |
| - | -------- | --- | - | - | - | - | -- | -- | ---- |
| 1 | Danemark | 4   | 2 | 2 | 0 | 0 | 42 | 26 | 16   |
| 2 | Islande  | 2   | 2 | 1 | 0 | 1 | 27 | 36 | -9   |
| 3 | Suisse   | 0   | 2 | 0 | 0 | 2 | 25 | 32 | -7   |

| Danemark - Islande 24-13 Islande - Suisse 14-12 Danemark - Suisse 18-13 |

## Tour principal

### Groupe 1
|   | Équipe          | Pts | J | G | N | P | Bp | Bc | Diff |
| - | --------------- | --- | - | - | - | - | -- | -- | ---- |
| 1 | Tchécoslovaquie | 5   | 3 | 2 | 1 | 0 | 55 | 31 | 24   |
| 2 | Suède           | 4   | 3 | 2 | 0 | 1 | 43 | 36 | 7    |
| 3 | Islande         | 3   | 3 | 1 | 1 | 1 | 45 | 46 | -1   |
| 4 | France          | 0   | 3 | 0 | 0 | 3 | 30 | 60 | -30  |

| Suède - France 15-11 Tchécoslovaquie - Islande 15-15 Suède - Islande 18-10 Tchécoslovaquie - France 25-6 Tchécoslovaquie - Suède 15-10 Islande - France 20-13 |

### Groupe 2
|   | Équipe                     | Pts | J | G | N | P | Bp | Bc | Diff |
| - | -------------------------- | --- | - | - | - | - | -- | -- | ---- |
| 1 | Roumanie                   | 6   | 3 | 3 | 0 | 0 | 43 | 36 | 7    |
| 2 | Équipe unifiée d'Allemagne | 4   | 3 | 2 | 0 | 1 | 39 | 33 | 6    |
| 3 | Danemark                   | 2   | 3 | 1 | 0 | 2 | 36 | 39 | -3   |
| 4 | Norvège                    | 0   | 3 | 0 | 0 | 3 | 31 | 41 | -10  |

| Allemagne - Norvège 15-8 Roumanie - Danemark 15-13 Roumanie - Allemagne 12-9 Danemark - Norvège 10-9 Allemagne - Danemark 15-13 Roumanie - Norvège 16-14 |

## Finales

### Finale
Disputée devant 12 000 spectateurs, la finale nécessite deux prolongations (2x5 minutes) pour désigner le vainqueur : à égalité (7-7) à l'issue du temps réglementaire puis de la première prolongation, la Roumanie s'impose (2-1) lors de la seconde prolongation et remporte son premier titre aux dépens de la Tchécoslovaquie,.
| 12 mars 1961 ..h.. | Roumanie         | 9 – 8 (ap) | Tchécoslovaquie | Dortmund Affluence : 12 000 Arbitrage : Knud Knudsen |
| 12 mars 1961 ..h.. | Petre Ivănescu 3 | (4–4, 7-7) | Zdeněk Rada 5   | Dortmund Affluence : 12 000 Arbitrage : Knud Knudsen |
| 12 mars 1961 ..h.. | Prol. : 0-0, 2-1 |            |                 | Dortmund Affluence : 12 000 Arbitrage : Knud Knudsen |

L'évolution du score est :
- 1re mi-temps
  - 1 – 0 Gheorghe Covaci
  - 1 – 1 Karel Čermák
  - 2 – 1 Petre Ivănescu
  - 2 – 2 Karol Lukošík
  - 2 – 3 Zdeněk Rada
  - 3 – 3 Petre Ivănescu (2)
  - 4 – 3 Aurel Bulgariu
  - 4 – 4 Zdeněk Rada (2)
- 2e mi-temps
  - 5 – 4 Olimpiu Nodea
  - 5 – 5 Zdeněk Rada (3)
  - 5 – 6 Václav Duda
  - 6 – 6 Petre Ivănescu (3)
  - 7 – 6 Gheorghe Covaci (2)
  - 7 – 7 Zdeněk Rada (4)
- 1re prolongation
  - aucun
- 2e prolongation
  - 8 – 7 Hans Moser
  - 8 – 8 Zdeněk Rada (5)
  - 9 – 8 Mircea Costache II.

### Match pour la3eplace
| 11 mars 1961 ..h.. | Suède               | 17 – 14 | Équipe unifiée d'Allemagne | Essen |
| 11 mars 1961 ..h.. | Rune Åhrling (sv) 7 | (8-9)   | ?                          | Essen |

- Suède[12] : Gunnar Brusberg, Lennart Ring, Gunnar Kämpendahl, Uno Danielsson (2), Stig Lennart Olsson (1), Åke Reimer (1), Rune Åhrling (sv) (7), Kjell Jönsson (1), Rolf Almqvist, Hans Collin (4), Lennart Kärrström (1)
- Équipe unifiée d'Allemagne : ?

### Match pour la5eplace
| 11 mars 1961 ..h.. | Danemark      | 14 – 13 | Islande | Essen |
| 11 mars 1961 ..h.. | Egon Jensen 4 | (7–7)   | ?       | Essen |

- Danemark[13] : Leif Gelvad (0), Bent Mortensen (0), Egon Jensen (4), Jørgen Peter Hansen (0), Per Theilmann (1), Thorkild Rydahl (0), Ole Raundahl (1), Max Nielsen (3), Mogens Cramer (2), John Millner Steenberg (1), John Bernth (2).
- Islande : ?

### Match pour la7eplace
| 12 mars 1961 ..h.. | Norvège      | 13 – 12 (ap) | France | Dortmund Affluence : 25 000 |
| 12 mars 1961 ..h.. | Knut Strøm 3 | (7–7, 10-10) | ?      | Dortmund Affluence : 25 000 |
| 12 mars 1961 ..h.. | Prol. : 3-2  |              |        | Dortmund Affluence : 25 000 |

- Norvège[14] : Gunnar Bergstrand (0), Knut Reese Larsen (2), Kaj Ringlund (0), Kjell Svestad (1), Svein Sand (2), Arild Gulden (1), Bjørn Erik Sandsten (1), Knut Strøm (3), Roy Yssen (2), Ingar Engum (1), Rolf Rustad (0).
- France[15] : Maurice Portes, Jean Goupy, Michel Paolini, Maurice Friedrich, Jean-Louis Silvestro...

## Classement final

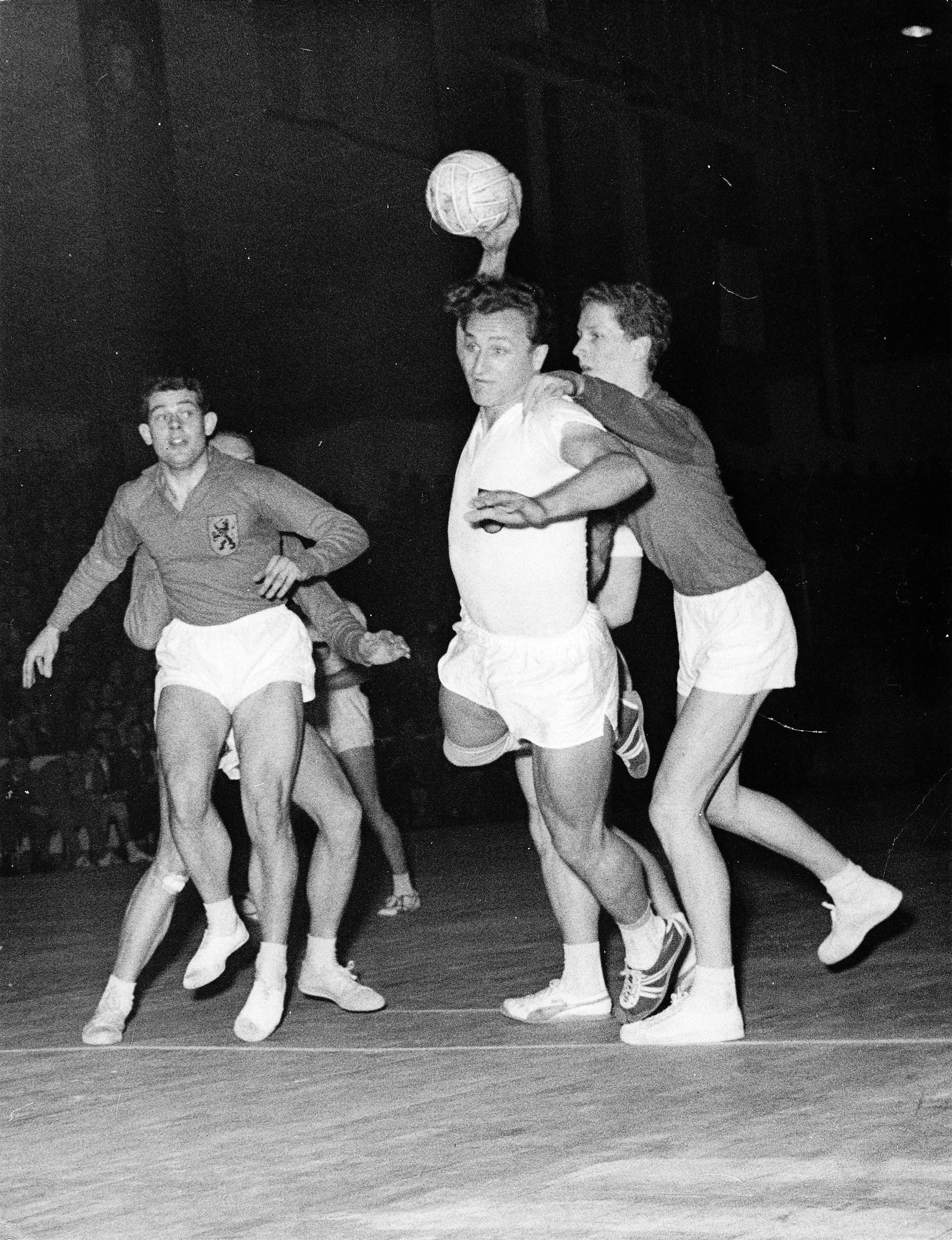
Action lors du match entre l'Allemagne et les Pays-Bas

Le classement final est :
| Rang                      | Nation                     | J | G | N | P | Bp  | Bc  | Diff |  |
| ------------------------- | -------------------------- | - | - | - | - | --- | --- | ---- |  |
| Médaille d'or, monde      | Roumanie                   | 6 | 5 | 0 | 1 | 89  | 67  | +22  |  |
| Médaille d'argent, monde  | Tchécoslovaquie            | 6 | 4 | 1 | 1 | 113 | 63  | +50  |  |
| Médaille de bronze, monde | Suède                      | 6 | 5 | 0 | 1 | 89  | 73  | +16  |  |
| 4                         | Équipe unifiée d'Allemagne | 6 | 4 | 0 | 2 | 107 | 64  | +43  |  |
| 5                         | Danemark                   | 6 | 4 | 0 | 2 | 92  | 78  | +14  |  |
| 6                         | Islande                    | 6 | 2 | 1 | 3 | 85  | 96  | –11  |  |
| 7                         | Norvège                    | 6 | 2 | 0 | 4 | 73  | 85  | –12  |  |
| 8                         | France                     | 6 | 1 | 0 | 5 | 70  | 105 | –35  |  |
|                           |                            |   |   |   |   |     |     |      |  |
| 9                         | Yougoslavie                | 2 | 0 | 0 | 2 | 29  | 32  | –3   |  |
| 10                        | Suisse                     | 2 | 0 | 0 | 2 | 25  | 32  | –7   |  |
| 11                        | Pays-Bas                   | 2 | 0 | 0 | 2 | 18  | 54  | –36  |  |
| 12                        | Japon                      | 2 | 0 | 0 | 2 | 26  | 67  | –41  |  |

## Meilleurs buteurs
Les meilleurs buteurs sont,, :
| Rang | Joueur                 | Nation                     | Buts |
| ---- | ---------------------- | -------------------------- | ---- |
| 1    | Petre Ivănescu         | Yougoslavie                | 24   |
| 1    | Zdeněk Rada            | Tchécoslovaquie            | 24   |
| 3    | Hans Moser (de)        | Roumanie                   | 22   |
| 3    | Gunnlaugur Hjálmarsson | Islande                    | 22   |
| 5    | Josef Trojan           | Tchécoslovaquie            | 21   |
| 5    | Hans Haberhauffe (de)  | Équipe unifiée d'Allemagne | 21   |
| 7    | Jørgen Peter Hansen    | Danemark                   | 20   |
| 8    | Rune Åhrling (sv)      | Danemark                   | 17   |

## Effectifs des équipes sur le podium

### Champion du monde:Roumanie

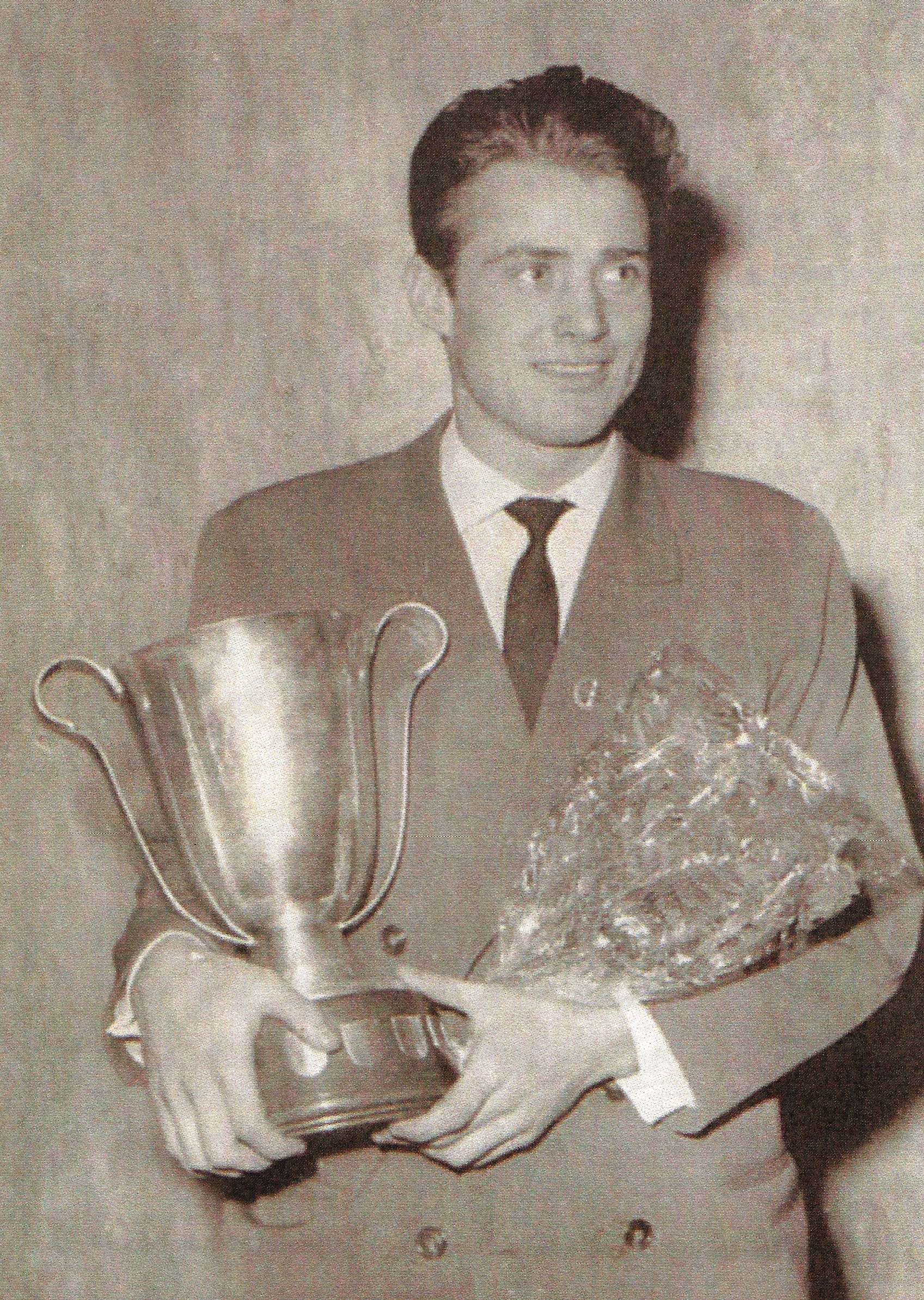
Mircea Costache II avec le trophée.

L'effectif de l'équipe de Roumanie, championne du monde, est, :
- 01 - Michael Redl (en) (GB, Dinamo Bucarest)
- 02 - Ioan Bogolea (en) (GB, Dinamo Bucarest)
- 03 - Otto Tellmann (en) (pivot, Steaua Bucarest)
- 04 - Petre Ivănescu (arrière, Dinamo Bucarest)
- 05 - Gheorghe Covaci (demi-centre, Dinamo Bucarest)
- 06 - Hans Moser (en) (arrière, Dinamo Bucarest)
- 07 - Aurel Bulgariu (en) (arrière, Steaua Bucarest)
- 08 - Mircea Costache II (pivot, Dinamo Bucarest)
- 09 - George Bădulescu (arrière, Dinamo Bucarest)
- 10 - Mircea Costache I (ailier, Dinamo Bucarest)
- 11 - Cornel Oțelea (demi-centre, Steaua Bucarest)
- 12 - Gheorghe Coman (ailier, Dinamo Bucarest)
- 13 - Olimpiu Nodea (demi-centre, Steaua Bucarest)
- 14 - Virgil Hnat (en) (arrière, Dinamo Bucarest)

Entraîneurs
- Principal : Oprea Vlase (ro)
- Fédéral : Niculae Nedeff

### Vice-champion du monde:Tchécoslovaquie
L'effectif de l'équipe de Tchécoslovaquie, vice-championne du monde, est :
- František Arnošt (GB)
- Karel Čermák
- Václav Duda
- Antonín Frolo
- Rudolf Havlík
- František Herman
- Karol Lukošík
- Vojtěch Mareš (cs)
- Oskar Poliak
- Jaroslav Provazník
- Zdeněk Rada
- Dušan Ruža
- Jaroslav Skála
- František Šobora
- Josef Trojan
- Jiří Vícha (GB)

Entraîneurs
- Karel Strnad
- Ladislav Šesták

### Troisième place:Suède
L'effectif de l'équipe de Suède, médaille de bronze, est :
- Rune Åhrling (sv)
- Rolf Almqvist (sv)
- Gunnar Brusberg (sv) (GB)
- Hans Collin (sv)
- Uno Danielsson (sv)
- Bengt Jackloo Johansson (sv)[19]
- Kjell Jönsson (sv)
- Hasse Carlsson (sv)
- Gunnar Kämpendahl (sv)
- Lennart Kärrström (sv)
- Donald Lindblom (sv) (GB)
- Hans Olsson (sv)
- Karl-Oskar Olsson
- Stig Lennart Olsson (sv)
- Åke Reimer (sv)
- Lennart Ring (sv) (GB)

Entraîneur
- Curt Wadmark

### Huitième place:France
L'effectif de l'équipe de France, huitième, est :	
- Jean Férignac (Paris UC)
- Gilles Martineau (Bayern Munich)
- Maurice Friedrich (Racing Club de France)
- Jean-Louis Silvestro (Stade Marseillais UC)
- Serge Gelé (Paris UC)
- Roger Lambert (Racing Club de France)
- Jean Goupy (Spartiates d'Oran)
- Jean-Pierre Lacoux (Paris UC)
- Fernand Zaegel (Paris UC)
- Michel Paolini (Paris UC)
- Maurice Portes (Paris UC)
- Jean-Pierre Etcheverry (ES Colombes)
- Jean-Claude Thomas (Paris UC)
- Jacques Moneghetti (Bordeaux EC)
- Georges Leroy (AS Mulhouse).

Entraîneurs